# Flux luminos
Pentru alte utilizări ale termenului flux vezi articolul Flux (dezambiguizare).
În fotometrie, fluxul luminos sau puterea luminoasă este măsura puterii percepute a luminii.
Se diferențiază de fluxul radiant, măsura puterii totală a luminii emise, în sensul că fluxul luminos este definit pentru a reflecta sensibilitatea diferită a ochiului uman la diferite lungimi de undă ale luminii.

## Unități de măsură
Unitatea SI de flux luminos este lumenul (lm). Un lumen este definit ca fluxul luminos al luminii produse de o sursă de lumină care emite 1 cd de intensitate luminoasă pe un unghi solid de un steradian. În alte sisteme de unități, fluxul luminos poate avea unități de putere.

## Curba de sensibilitate spectrală

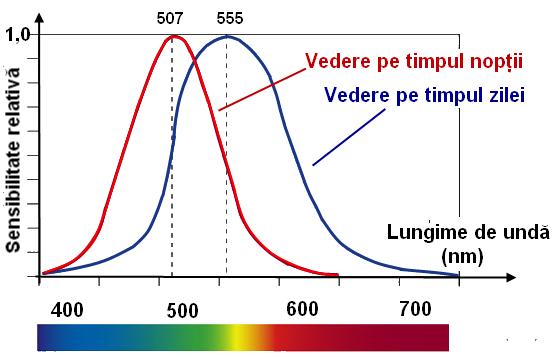
Curbe de sensibilitate spectrală

Fluxul luminos redă sensibilitatea ochiului prin ponderarea puterii la fiecare lungime de undă cu funcția de luminozitate, care reprezintă răspunsul ochiului la diferite lungimi de undă.
Fluxul luminos este o sumă ponderată a puterii la toate lungimile de undă în banda vizibilă. Lumina din afara spectrului vizibil nu e luată în considerare. Raportul dintre fluxul luminos total și fluxul radiant este numit eficacitate luminoasă.

## Formule de calcul
Dacă fluxul energetic radiant al sursei de lumină este monocromatic, cu lungimea de undă λ, atunci se definește fluxul luminos monoromatic corespunzător:
{\displaystyle \Phi _{\lambda }=KV_{\lambda }\Phi _{e\lambda },}
unde K este echivalentul fotometric al radiației, mărime care în cazul vederii diurne are valoarea K = 683 lm/W.
Dacă fluxul energetic radiant al sursei de lumină este complex, adică este suma unor fluxuri radiante monocromatice, atunci fluxul luminos corespunzător este:
{\displaystyle \Phi =K\sum V_{\lambda }\Phi _{e\lambda }.}
Dacă la descompunerea spectrală fluxul radiant are un spectru continuu între două lungimi de undă {\displaystyle \lambda _{1}} și {\displaystyle \lambda _{2},} atunci fluxul luminos va fi dat de relația:
{\displaystyle \Phi =K\cdot {\frac {\int _{\lambda _{1}}^{\lambda _{2}}V_{\lambda }\Phi _{e}(\lambda )d\lambda }{\lambda _{2}-\lambda _{1}}}.}

## Utilizare
Fluxul luminos este adesea folosit ca o măsură obiectivă a puterii utile emise de o sursă de lumină, și apare de obicei pe ambalajele pentru becuri, deși nu este întotdeauna vizibil. Fluxul luminos este util când compară eficacitatea luminoasă a becurilor cu incandescență și a celor fluorescente compacte.